# Tournoi de tennis d'Athènes
Le tournoi d’Athènes (Grèce) est un tournoi de tennis féminin du circuit professionnel WTA et masculin du circuit professionnel ATP.
L'épreuve féminine a été organisée chaque année de 1986 à 1990 dans la cité olympique. Cecilia Dahlman s'est imposée deux fois de suite en 1989 et 1990.
Le tournoi masculin a eu lieu entre 1986 et 1994 sur terre battue entre les tournois de Roland-Garros et de Wimbledon.

## Palmarès dames

### Simple
| No | Date       | Nom et lieu du tournoi | Catégorie | Dotation | Surface      | Vainqueure       | Finaliste              | Score         |         |
| -- | ---------- | ---------------------- | --------- | -------- | ------------ | ---------------- | ---------------------- | ------------- | ------- |
| 1  | 15-09-1986 | Athens Trophy, Athènes |           | 75 000 $ | Terre (ext.) | Sylvia Hanika    | Angelikí Kanellopoúlou | 7-5, 6-1      | Tableau |
| 2  | 05-10-1987 | Athens Trophy, Athènes |           | 75 000 $ | Terre (ext.) | Katerina Maleeva | Julie Halard           | 6-1, 6-0      | Tableau |
| 3  | 01-08-1988 | Athen Greece, Athènes  | Tier V    | 75 000 $ | Terre (ext.) | Isabel Cueto     | Laura Golarsa          | 6-0, 6-1      | Tableau |
| 4  | 11-09-1989 | Athens Open, Athènes   | Tier V    | 75 000 $ | Terre (ext.) | Cecilia Dahlman  | Rachel McQuillan       | 6-3, 1-6, 7-5 | Tableau |
| 5  | 10-09-1990 | Athens Open, Athènes   | Tier V    | 75 000 $ | Terre (ext.) | Cecilia Dahlman  | Katia Piccolini        | 7-5, 7-5      | Tableau |

### Double
| No | Date       | Nom et lieu du tournoi | Catégorie | Dotation | Surface      | Vainqueures                       | Finalistes                          | Score         |         |
| -- | ---------- | ---------------------- | --------- | -------- | ------------ | --------------------------------- | ----------------------------------- | ------------- | ------- |
| 1  | 15-09-1986 | Athens Trophy Athènes  |           | 75 000 $ | Terre (ext.) | Isabel Cueto Arantxa Sánchez      | Silke Meier Wiltrud Probst          | 4-6, 6-2, 6-4 | Tableau |
| 2  | 05-10-1987 | Athens Trophy Athènes  |           | 75 000 $ | Terre (ext.) | Andrea Betzner Judith Wiesner     | Kathleen Horvath Dinky Van Rensburg | 6-4, 7-6      | Tableau |
| 3  | 01-08-1988 | Athen Greece Athènes   | Tier V    | 75 000 $ | Terre (ext.) | Sabrina Goleš Judith Wiesner      | Silke Frankl Sabine Hack            | 7-5, 6-0      | Tableau |
| 4  | 11-09-1989 | Athens Open Athènes    | Tier V    | 75 000 $ | Terre (ext.) | Sandra Cecchini Patricia Tarabini | Silke Meier Elena Pampoulova        | 4-6, 6-4, 6-2 | Tableau |
| 5  | 10-09-1990 | Athens Open Athènes    | Tier V    | 75 000 $ | Terre (ext.) | Laura Garrone Karin Kschwendt     | Leona Lásková Jana Pospíšilová      | 6-0, 1-6, 7-6 | Tableau |

## Palmarès messieurs

### Simple
| No | Date       | Nom et lieu du tournoi             | Catégorie    | Dotation  | Surface      | Vainqueur              | Finaliste           | Score         |  |
| -- | ---------- | ---------------------------------- | ------------ | --------- | ------------ | ---------------------- | ------------------- | ------------- |  |
| 1  | 16-06-1986 | Athens International, Athènes      |              | 100 000 $ | Terre (ext.) | Henrik Sundström       | Francisco Maciel    | 6-0, 7-5      |  |
| 2  | 15-06-1987 | Athens International, Athènes      |              | 100 000 $ | Terre (ext.) | Guillermo Pérez Roldán | Tore Meinecke       | 6-2, 6-3      |  |
| 3  | 13-06-1988 | Athens International, Athènes      |              | 93 400 $  | Terre (ext.) | Horst Skoff            | Bruno Orešar        | 6-3, 2-6, 6-2 |  |
| 4  | 10-04-1989 | Athens International, Athènes      |              | 93 400 $  | Terre (ext.) | Ronald Agenor          | Kent Carlsson       | 6-3, 6-4      |  |
| 5  | 01-10-1990 | Athens International, Athènes      | World Series | 125 000 $ | Terre (ext.) | Mark Koevermans        | Franco Davín        | 5-7, 6-4, 6-1 |  |
| 6  | 30-09-1991 | Athens International, Athènes      | World Series | 125 000 $ | Terre (ext.) | Sergi Bruguera         | Jordi Arrese        | 7-5, 6-3      |  |
| 7  | 05-10-1992 | Saab Athens International, Athènes | World Series | 130 000 $ | Terre (ext.) | Jordi Arrese           | Sergi Bruguera      | 7-5, 3-0, ab. |  |
| 8  | 04-10-1993 | Kronenbourg Athens Cup, Athènes    | World Series | 175 000 $ | Terre (ext.) | Jordi Arrese           | Alberto Berasategui | 6-4, 3-6, 6-3 |  |
| 9  | 03-10-1994 | Athens International, Athènes      | World Series | 188 750 $ | Terre (ext.) | Alberto Berasategui    | Óscar Martínez      | 4-6, 7-6, 6-3 |  |

### Double
| No | Date       | Nom et lieu du tournoi             | Catégorie    | Dotation  | Surface      | Vainqueurs                      | Finalistes                        | Score         |  |
| -- | ---------- | ---------------------------------- | ------------ | --------- | ------------ | ------------------------------- | --------------------------------- | ------------- |  |
| 1  | 16-06-1986 | Athens International, Athènes      |              | 100 000 $ | Terre (ext.) | Libor Pimek Blaine Willenborg   | Carlos Di Laura Claudio Panatta   | 5-7, 6-4, 6-2 |  |
| 2  | 15-06-1987 | Athens International, Athènes      |              | 100 000 $ | Terre (ext.) | Tore Meinecke Ricki Osterthun   | Jaroslav Navrátil Tom Nijssen     | 6-2, 3-6, 6-2 |  |
| 3  | 13-06-1988 | Athens International, Athènes      |              | 93 400 $  | Terre (ext.) | Rikard Bergh Per Henricsson     | Pablo Arraya Karel Nováček        | 6-4, 7-5      |  |
| 4  | 10-04-1989 | Athens International, Athènes      |              | 93 400 $  | Terre (ext.) | Claudio Panatta Tomáš Šmíd      | Gustavo Giussani Gerardo Mirad    | 6-3, 6-2      |  |
| 5  | 01-10-1990 | Athens International, Athènes      | World Series | 125 000 $ | Terre (ext.) | Sergio Casal Javier Sánchez     | Tom Kempers Richard Krajicek      | 6-4, 6-3      |  |
| 6  | 30-09-1991 | Athens International, Athènes      | World Series | 125 000 $ | Terre (ext.) | Jacco Eltingh Mark Koevermans   | Menno Oosting Olli Rahnasto       | 5-7, 7-6, 7-5 |  |
| 7  | 05-10-1992 | Saab Athens International, Athènes | World Series | 130 000 $ | Terre (ext.) | Tomás Carbonell Francisco Roig  | Marcelo Filippini Mark Koevermans | 6-3, 6-4      |  |
| 8  | 04-10-1993 | Kronenbourg Athens Cup, Athènes    | World Series | 175 000 $ | Terre (ext.) | Horacio de la Peña Jorge Lozano | Royce Deppe John Sullivan         | 3-6, 6-1, 6-2 |  |
| 9  | 03-10-1994 | Athens International, Athènes      | World Series | 188 750 $ | Terre (ext.) | Luis Lobo Javier Sánchez        | Cristian Brandi Federico Mordegan | 5-7, 6-1, 6-4 |  |